# کاراتا
کاراتا (به روسی: Карата) دهکده‌ای است در داغستان روسیه. این دهکده مرکز اداری شهرستان آخواخ در داغستان است.